# 90210
90210 er en amerikansk tv-serie baseret på hitserien Beverly Hills 90210. Serien havde premiere den 2. september 2008 i USA på CW network og den 15. februar 2009 i Danmark på TV 2

## Plot
90210 ser livet gennem Annie Wilson (Shenae Grimes) og hendes bror Dixon (Tristan Wilds), hvis første dag på West Beverly Hills High School ikke giver nogen tvivl om, at de ikke længere er i Kansas. Familien Wilson, også bestående af faren Harry (Rob Estes) og moren Debbie (Lori Loughlin), er flyttet til Beverly Hills for at holde øje med Harrys mor Tabitha (Jessica Walter), en tidligere tv-stjerne, som er alkoholiker. For Annie og Dixon bliver det endnu mere akavet at være de nye på skolen, da deres far samtidig er den nye rektor på skolen. 
Skolen er et stort kulturchok for Annie, en sød og venlig pige med en stor lidenskab for teater, og Dixon, en stjerneatlet, som blev adopteret af familien Wilson efter de havde haft ham i pleje. Annie og Dixon har et tæt søskendeforhold, hvilket de får brug for med alle de nye kliker og klassekammerater, som Naomi (AnnaLynne McCord), en lækker, forkælet, rig pige; Ethan (Dustin Milligan), en populær atlet, der må konkurrere med Dixon; Navid (Michael Steger), en blomstrende raporter, som står for skolens daglige nyhedsudsendelse og Silver (Jessica Stroup), en rebelsk pige, der har sin egen blog, hvor hun ikke lægger fingrene imellem. Selv fakultetet virker hipt og sofistikeret på West Beverly Hills High School, som den kloge og sjove lærer Ryan Matthews (Ryan Eggold) og den smukke studievejleder Kelly Taylor (Jennie Garth). Familien Wilson har lige fundet ud af, hvor meget deres liv kommer til at ændre sig.

## Personer
Serien vil fokusere på familien Wilson, på samme måde som den originale serie fokuseret på familien Walsh. Om de er i familie eller ej er ikke sikkert endnu, men Rob Thomas har bekræftet, at det vil være en forbindelse mellem de to serier. Donna Martin og Kelly Taylor skal begge være med i serien.
Teenagere
Annie Wilson – Aspirerende skuespillerinde, som prøver at passe ind. Spilles af den canadiske skuespillerinde Shenae Grimes.
Dixon Wilson – Harry og Debbie Wilsons' adopterede søn. En klog 'bad boy', der har problemer med opførslen. Spilles af Tristan Wilds.
Erin "Silver" Silver – Blev introduceret i Beverly Hills 90210, som lillesøsteren til Kelly Taylor og David Silver. Hun har sin egen blog kaldet The Vicious Circle, som en bruger til at bagtale alt og alle på West Beverly High School. Spilles af Jessica Stroup.
Ethan Ward – Stjerne på lacrosse-holdet og topatlet. Er i starten af serien kæreste med Naomi, men er efter de har slået op sammen med Annie. Spilles af Dustin Milligan.
Naomi Clark – En forkælet og attraktiv rig pige og Ethans ekskæreste; hun vil se ud til at være en møgunge i starten, men som serien skrider frem vil man efterhånden se hvorfor hun er som hun er. Spilles af AnnaLynne McCord.
Navid Shirazi – Skolens politiker og kører den daglige nyhedsudsendelse. Han er af persisk/iransk afstamning. Spilles af Michael Steger. 
Adrianna Tate-Duncan – Skuespiller, der i starten af serien har et seriøst stofmisbrug, som hun dog kommer ud af efter at have været på afvænning. Spillet af Jessica Lowndes. 
Hannah Zuckerman-Vasquez – Datter af Andrea Zuckerman og Jesse Vasquez. Hun er elev på Beverly Hills High og er vært for skolens West Beverly Blaze-nyhedsudsendelse. Indtil videre har hun en meget lille rolle.
Voksne
Harrison "Harry" Wilson – Søn af Tabitha Wilson, Kelly Taylors gamle nabo og tidligere elev på West Beverly Hills High. Han beslutter at flytte tilbage til 90210, da han tager en stilling som rektor for sin gamle skole. Spilles af Rob Estes.
 Debbie Wilson – Harry Wilsons kone og arbejder som modefotograf. Spilles af Lori Loughlin.
Ryan Matthews – En sej 23-årig engelsk-litteraturlærer på West Beverly High, hvis uortodokse undervisningsform sætter ham på kant med de andre lærere og til tider for tæt på sine elever. Spilles af Ryan Eggold.
Tabitha Wilson – det kvindelige familieoverhoved og skuespillerinde (og alkoholiker), som var meget kendt i 1970erne. Det er på grund af hende at Wilson familien flytter fra Kansas. Spilles af Jessica Walter.

## Tilbagevendende karakterer
Kelly Taylor – Efter at have fået en master i psykologi bliver Kelly studievejleder på West Beverly Hills High. Hun har sammen med Dylan McKay en 4-årig søn, Sammy. Spilles ligesom i Beverly Hills 90210 af Jennie Garth.
Brenda Walsh – Efter at have haft succes som theater skuespiller og instruktør i London, vender Brenda hjem for at instruere West Beverly Highs musical og for at bruge lidt tid med Kelly. Spilles ligesom i Beverly Hills 90210 af Shannen Doherty.
Donna Martin – Donna vil have sin første optræden i serien i episode 19. Spilles ligesom i Beverly Hills 90210 af Tori Spelling
Jackie Taylor Silver spiller Erin Silvers og Kelly Taylors mor- Rollen spilles ligesom i Beverly Hills 90210 af Ann Gillespie.

## Episoder
Sæson 1: 2008-2009
Episode nr: 1
Titel: "Pilot"
Sendetidspunkt (USA): 2. september 2008
Manuskriptforfattere: Gabe Sachs og Jeff Judah
Instruktør: Mark Piznarski
Seriepremiere. Familien Wilson vender sig til livet i Beverly Hills, California, efter at have forladt deres hjemby Kansas.